# Mount Rainier Wilderness
La Mount Rainier Wilderness est une aire sauvage américaine de 924,6 km2 située dans le centre de l’État de Washington au nord-ouest des États-Unis. La réserve naturelle, créée en 1988, est gérée par les employés du National Park Service car elle recouvre 97 % de la superficie du parc national du mont Rainier,.

## Géographie
Le plus haut sommet de l’aire sauvage, le mont Rainier culmine à 4 392 m d’altitude.

### Référence
1. 1 2  (en) « Mount Rainier Wilderness », Wilderness.net (consulté le 13 mars 2010)
2. 1 2  (en) « Plan de gestion du parc national du Mont Rainier », NPS (consulté le 13 mars 2010)